# Kirche Taltitz

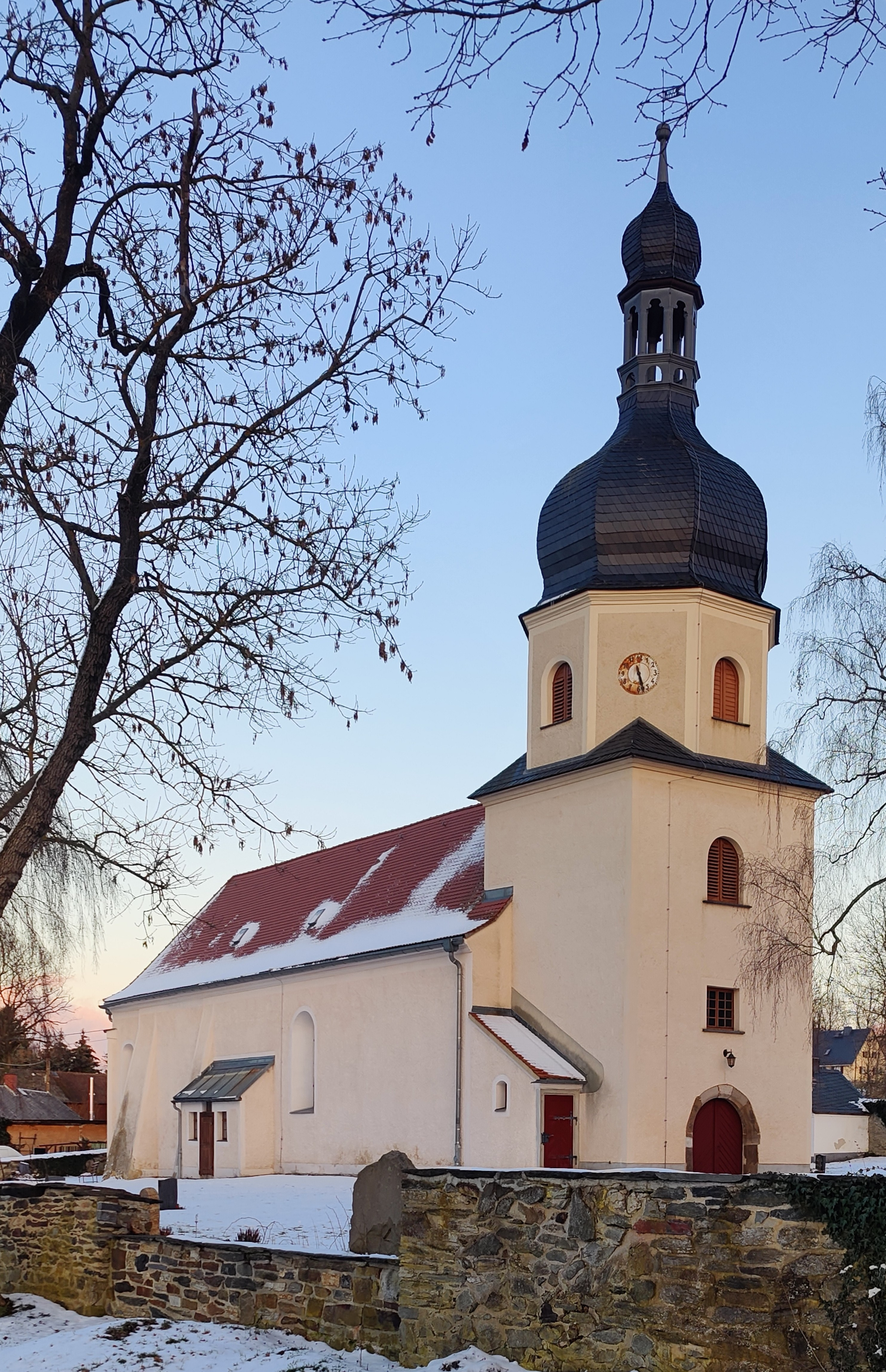
Kirche Taltitz

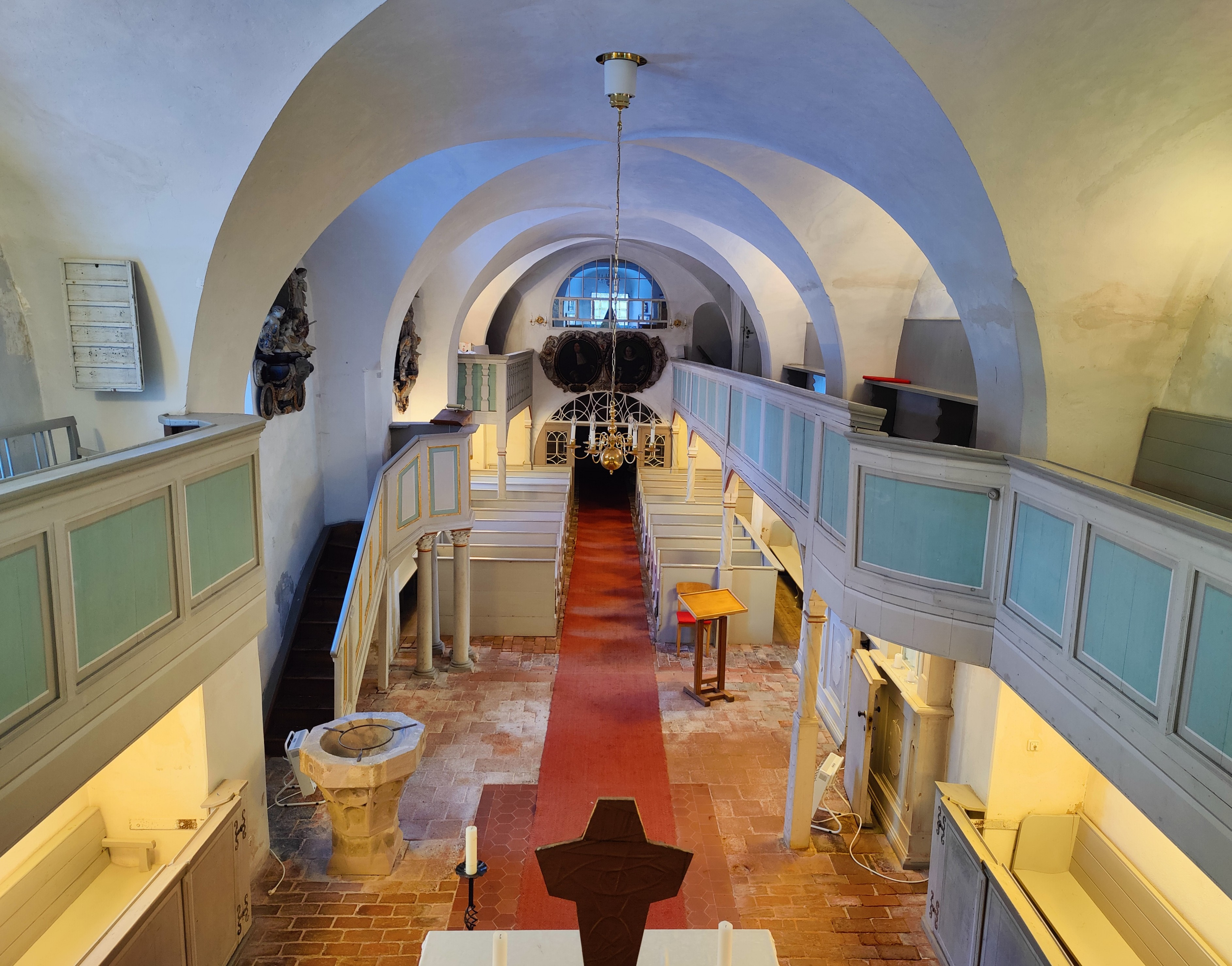
Innenraum (2023)

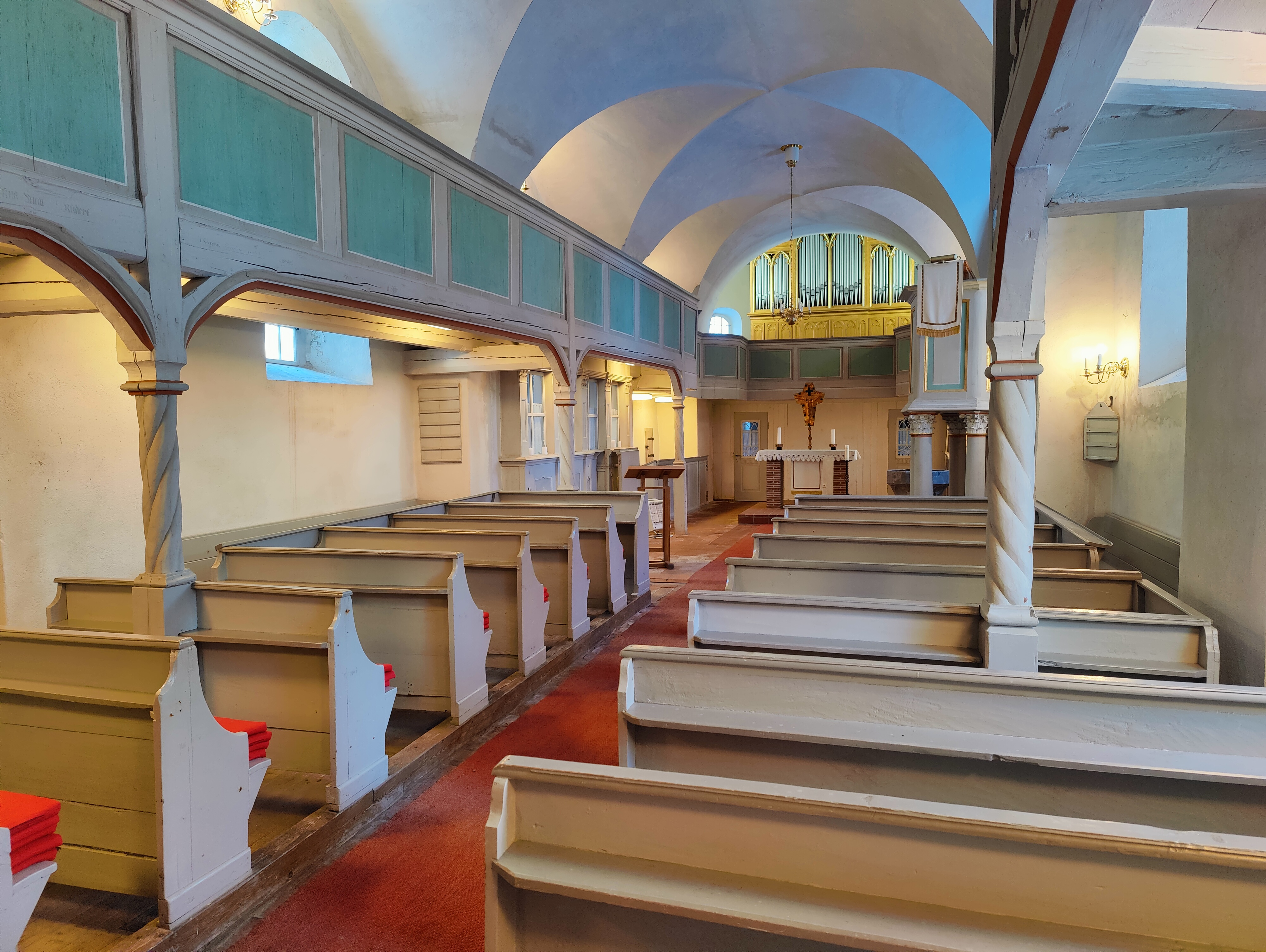
Innenraum, Blick zur Orgel

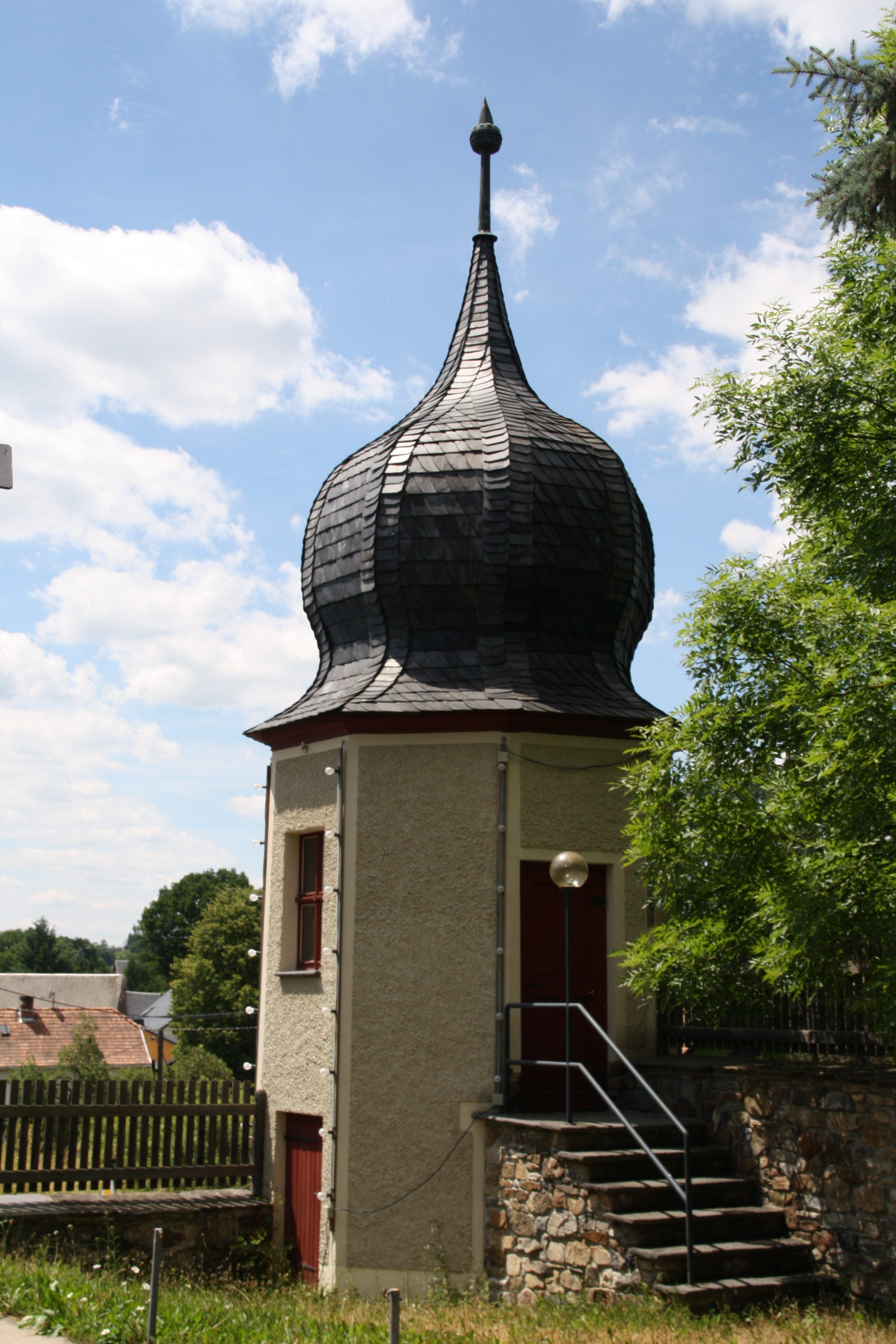
Barocker Eckturm – 2003 neu gebaut

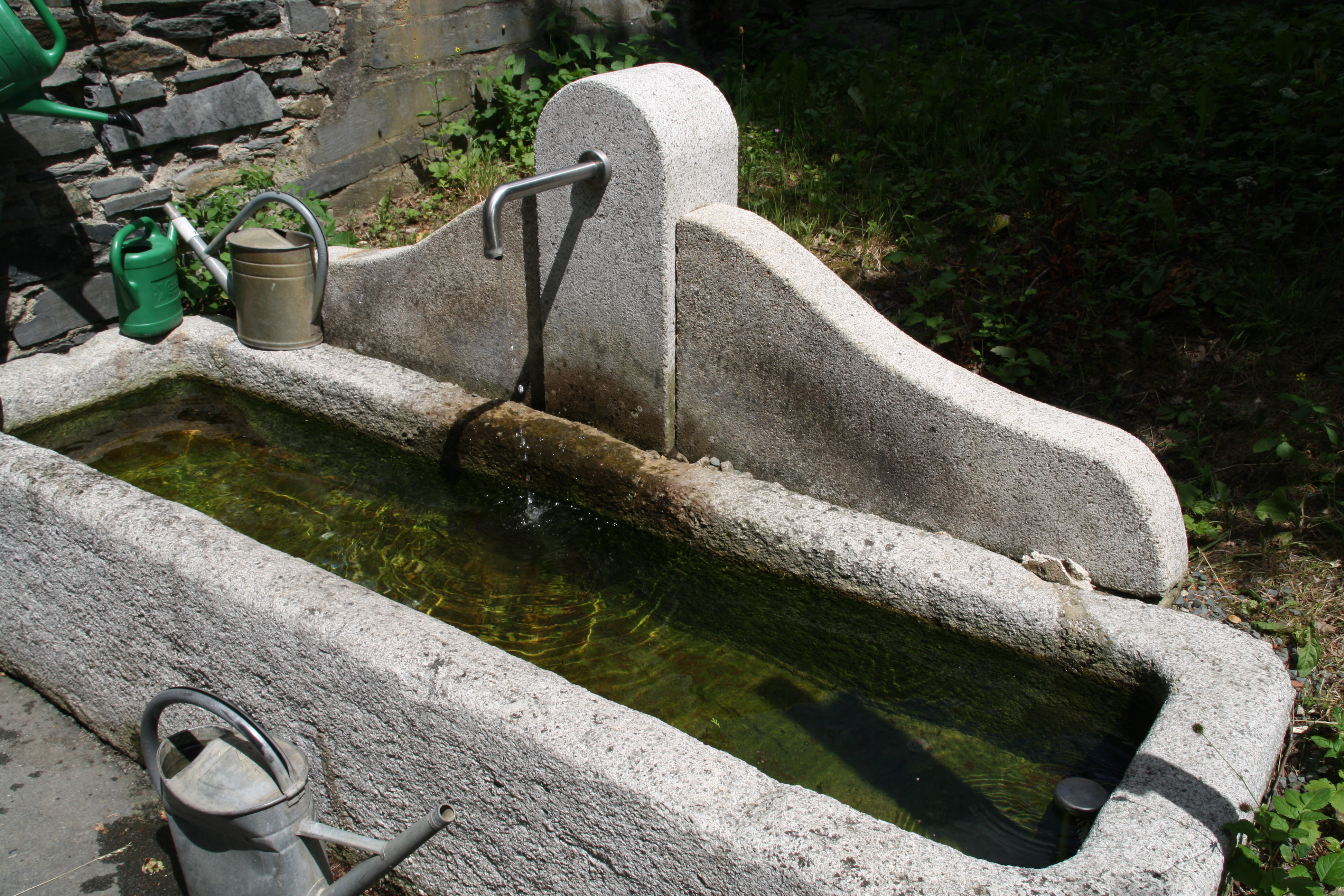
Historische Wasserversorgung Taltitz

Die Kirche Taltitz ist eine evangelisch-lutherische Kirche in Taltitz, einem Ortsteil von Oelsnitz/Vogtl. in Sachsen.

## Geschichte
Die Kirchengeschichte von Taltitz geht auf das 12. Jahrhundert zurück. Erich Wild schreibt in Geschichte und Volksleben des Vogtlandes in Quellen aus 700 Jahren:„Wohl schon um 1200 klangen zu Oelsnitz, Taltitz, Kürbitz und Leubnitz [...] Glöcklein über junge deutsche Dorfsiedlungen dahin.“ Bereits um 1200 werden eine Dorfpfarrei und in Quellen auch eine Marienkapelle erwähnt. Diese wird vermutlich um 1300 zerstört. Wann genau die danach neu errichtete Kirche entstand, ist nicht belegt. Otto Flor datiert sie das 14. Jahrhundert. Im Jahre 1343 wird erstmals ein Pfarrer von Taltitz namens Cunrad erwähnt. Zwischen 1633 und 1744 waren Mitglieder der Familie Zürner als Pfarrer von Taltitz aktiv. Bereits 1677 erwarb der Amtmann von Plauen, Wolfgang Ferber das Rittergut Taltitz und wird damit auch gleichzeitig Kollator der Kirche. 1682 wird der Turm der Kirche errichtet. Die Grundsteinlegung erfolgte am 3. April 1682, der Knopf wurde im August installiert. 1683 erfolgte unter Pfarrer Nicolaus Zürner der Um- und Ausbau des Kirchenschiffes. So wurden im Zuge des Umbaus ein neuer Hochaltar aufgestellt, eine neue Orgel angeschafft und Wappenschilder und Gemälde über das Leben Jesus Christus an der Kirchendecke und an den Emporen angebracht. Am 27. Juli 1683 wurden die Arbeiten abgeschlossen. Ein Jahr später wurde der Taufstein mit Taufschale angeschafft. Mehr als 30 Jahre später erfolgte 1716 die Erweiterung des Kirchenschiffes durch einen Choranbau und durch die Errichtung eines Erbbegräbnisses im Auftrag von Amtmann Christian Wilhelm Grae. Im Jahr zuvor hatte die Kirche ihre erste Turmuhr erhalten. 1723 wurde an der Süd-Südwestseite des Turmes eine Sonnenuhr mit auf den Putz gemalten Ziffern angebracht. 1749 wird das Pfarrhaus durch einen Brand vollständig zerstört und bis 1751 vergrößert wieder aufgebaut. 1758 befand sich im Pfarrhaus während des Siebenjährigen Kriegs zeitweilig das Hauptquartier des preußischen Oberkommandos unter Prinz Heinrich von Preußen.
Im Jahre 1830 erfolgten durch Pfarrer Ferdinand Klemm auf eigene Kosten umfangreiche Umbaumaßnahmen an der Kirche. Der Hochaltar wurde abgeschafft und stattdessen ein Tischaltar mit dem Gemälde Christus das Kreuz tragend angeschafft. Die Kanzel wurde, von vier Säulen getragen, an die Südostwand versetzt, wo sie sich heute noch befindet. Die Verzierungen und Bemalungen an Gewölbe und Emporen aus dem Jahre 1683 wurden beseitigt. Am 25. Juni 1830 erfolgte die erneute Weihe der Kirche.
1831 wurde die Orgel durch den Plauener Orgelbaumeister Wolf restauriert. Unter Pfarrer Karl Gustav Ritter wurde 1876 durch Christoph Opitz aus Dobra bei Altenburg eine neue Orgel aufgestellt. Nach Veränderungen 1953 wurde das Instrument 1984 von Georg Wünning überholt und umdisponiert. Das Werk verfügt über 16 Register auf zwei Manualen und Pedal. 1895 wird das neue Altarbild Christus in Gethsemane errichtet. 19 Jahre später erfolgt auch die Außensanierung des Kirchengebäudes. Drei Jahre später wird 1907 das Pfarrhaus renoviert.
Am 19. März 1945 wurden bei einem Bombenangriff auf Taltitz die Kirche und das Pfarrhaus schwer beschädigt. Im Oktober 1950 wurde der Turm neu eingedeckt. Turmknauf und Wetterfahne wurden abgenommen und restauriert. Die auf der Südseite des Kirchenschiffes gelegene Sakristei wurde abgebrochen. Im gleichen Jahr bekam die Kirche in Taltiz ihre Glocke zurück, welche während des Zweiten Weltkriegs abgeliefert werden musste. Zwei Jahre später wurde in der ehemaligen Rittergutsloge des Kirchturmes die Heimatstube eingerichtet. 1962 erhielt die Kirche eine zweite kleinere Glocke. In den Folgejahren wurde die Kirche umfassend modernisiert: Blitzschutz, neue Sitzreihen, Heizung und neuer Putz im Innern. Das erst 1895 eingeweihte Altarbild musste 1965 wegen maroden Zustands entfernt werden. 1974 wurde auch der restliche Altartisch abgebrochen. Zum zweiten Advent des gleichen Jahres erfolgte die Einweihung des neuen Altars. 1984 wurde die Orgel erneut generalüberholt. 1997 bis 1998 und 2012 wurden erneut große Sicherungs- und Renovierungsarbeiten an der Kirche durchgeführt.
In der Heimatstube im Turmzimmer, das 1952 in der früheren Rittergutsloge eingerichtet und um 2000 neu gestaltet wurde, befinden sich Funde aus der Bronzezeit und Gegenstände zur Geschichte von Taltitz.

## Sonnenuhr
Nachdem 1723 die erste Sonnenuhr an der Südostseite des Turmes installiert wurde verfiel diese in den folgenden 250 Jahren deutlich. Bei den Sanierungsarbeiten 1997 bis 1999 wurden die Reste entfernt und eine Neuinstallation scheiterte an fehlenden finanziellen Mitteln. Erst am 10. November 2006 konnte nach einer Stiftung des ehemaligen Taltitzers Karl-Friedrich Friedel eine neue Sonnenuhr angeschafft und an der ursprünglichen Stelle installiert werden.

## Glocken
Das Geläut der Taltitzer Kirche besteht aus drei Glocken, wovon die älteste aus den Anfangsjahren um 1200 zu stammen scheint. Sie trägt die Aufschrift „o rex gloriae veni nobis cum pace o sanna in excelsis amen“ (deutsch O König der Herrlichkeit komm zu uns mit Frieden. Hosianna in der Höhe. Amen) Dagegen beschreibt Richard Steche die Glocke als „dem 14. bis 15. Jahrh. angehörig“.
Die große Glocke stammt aus dem Jahre 1582 und wurde in Nürnberg gegossen. Sie trägt die Aufschrift „Gottes Wort bleibt ewig, glaub das mit That, bist selig; Christoph, Glockengießer zu Nürnberg, goß mich“. Sie wurde im Zweiten Weltkrieg als kriegswichtiges Metall zur Herstellung von Kanonen abgeliefert. 1950 fand man sie auf dem als Glockenfriedhof bezeichneten Lagerplatz für Glocken in Hamburg wieder. 1952 kam sie über Ilsenburg und Chemnitz zurück nach Taltitz.
Die kleinste er drei Glocken aus dem Jahre 1826 wurde ebenfalls als kriegswichtig abgeliefert und ging verloren.
Am 2. Dezember 1962 wurde eine neue Glocke, als Taufglocke bezeichnet, aus Lüptitz bei Wurzen geweiht. Sie trägt die Aufschrift „NICKEL LERCZ – DER ELTER HAT MICH ZU LEIPZIG GEGOSSEN, ANNO DOMINI 1581“.

## Barocker Eckturm
Das Gelände der Taltitzer Kirche schließt an der Südseite mit einem achteckigen Turm ab, welcher aus dem Jahre 1683 stammt. Er wurde wegen fehlender Tragfähigkeit 2003 komplett neu errichtet. Der Oktogon-Turm steht heute wie auch die Kirche unter Denkmalschutz.

## Historische Wasserversorgung
Vor der Kirche befindet sich ein steinerner Trog. In diesen läuft Quellwasser aus einem im 17. Jahrhundert installierten Drainagesystem, welches seinerzeit für die Wasserversorgung des Rittergutes diente. 2006 wurden die Holzröhrenleitungen instand gesetzt, so dass seitdem wieder Wasser den Trog füllt.